# Ruscarius
Ruscarius is een geslacht van straalvinnige vissen uit de familie van donderpadden (Cottidae).

## Soorten
- Ruscarius creaseri (Hubbs, 1926)
- Ruscarius meanyi Jordan & Starks, 1895